# クリスティーナ・シュルツ
クリスティーナ・シュルツ（Christina Schultz、1969年11月10日 - ）はドイツの元女子バレーボール選手。現役時代のポジションはミドルブロッカー。元ドイツ代表。

## 来歴
- クラブチーム

ギュストロー出身。1983年、シュヴェリーンSCへ入団。1994/95シーズンのリーグ優勝を果たした。1995/96シーズンはUSCミュンスターへ移籍し、1995/96、1996/97シーズンのブンデスリーガでリーグ2連覇に貢献し、ベストブロッカー賞を受賞した。1997/98シーズンにイタリアセリエA1のRomanelli Volleyでプレーした。1998/99シーズンはトルコリーグのワクフバンクSKでプレーしリーグ3位となった。1999/00シーズンにシュヴェリーンSCへ再加入すると、1999/00～2001/02シーズンのブンデスリーガで3連覇を果たし3年連続でMVPとベストブロッカー賞を受賞する活躍をみせた。
- 代表チーム

1989年、ドイツ代表に初選出される。1991年、ワールドカップに出場した。1994年、世界選手権に出場し5位となった。1996年、アトランタ五輪に出場した。2000年のシドニー五輪では6位となった。

## 球歴
- オリンピック - 1996年、2000年
- 世界選手権 - 1994年
- ワールドカップ - 1991年
- 欧州選手権 - 1989年、1991年

## 受賞歴
- 1996年　1995/96ドイツブンデスリーガ　ベストブロッカー賞
- 1997年　1996/97ドイツブンデスリーガ　ベストブロッカー賞
- 2000年　1999/00ドイツブンデスリーガ　MVP、ベストブロッカー賞
- 2001年　2000/01ドイツブンデスリーガ　MVP、ベストブロッカー賞
- 2002年　2001/02ドイツブンデスリーガ　MVP、ベストブロッカー賞

## 所属クラブ
- シュヴェリーンSC（1983-1995年）
- USC Münster（1995-1997年）
- Romanelli Volley（1997-1998年）
- ワクフバンクSK（1998-1999年）
- シュヴェリーンSC（1999-2002年）